# Bukhara Womens 2012
Il Bukhara Womens 2012 è stato un torneo di tennis facente parte della categoria ITF Women's Circuit nell'ambito dell'ITF Women's Circuit 2012. Il torneo si è giocato a Bukhara in Uzbekistan dall'11 al 17 giugno 2012 su campi in cemento e aveva un montepremi di $25,000.

## Vincitori

### Singolare
Zarina Dijas ha battuto in finale  Ljudmyla Kičenok con il punteggio di 6–0, 6–0

### Doppio
Ljudmyla Kičenok /  Nadežda Kičenok hanno battuto in finale  Valentina Ivachnenko /  Kateryna Kozlova con il punteggio di 7–5, 7–5